# Hibiscus acapulcensis
Hibiscus acapulcensis là một loài thực vật có hoa trong họ Cẩm quỳ. Loài này được Fryxell mô tả khoa học đầu tiên năm 1980.